# Silver Bay (Minnesota)
Silver Bay ist eine Kleinstadt (mit dem Status „City“) im Lake County im Nordosten des US-amerikanischen Bundesstaates Minnesota. Das U.S. Census Bureau hat bei der Volkszählung 2020 eine Einwohnerzahl von 1.857 ermittelt.

## Geografie
Silver Bay liegt am Nordufer des Oberen Sees, des westlichsten und am höchsten gelegenen der Großen Seen. Der Ort liegt unweit der Grenze zu Kanada und am See gegenüber von Wisconsin und Michigan. Silver Bay liegt auf 47°17′40″ nördlicher Breite, 91°15′27″ westlicher Länge und erstreckt sich über 21,65 km², die sich auf 20,43 km² Land- und 1,22 km² Wasserfläche verteilen.
Benachbarte Orte von Silver Bay sind Beaver Bay (an der südwestlichen Stadtgrenze) und Illgen City (7,9 km nordöstlich).
Die nächstgelegenen größeren Städte sind Thunder Bay in der kanadischen Provinz Ontario (216 km nordöstlich) und Duluth (88,7 km südwestlich). Minneapolis, die größte Stadt Minnesotas, liegt 336 km südwestlich.
Die Mündung des Pigeon River, der die Grenze zu Kanada bildet, liegt 154 km nordöstlich.

## Verkehr
Die Hauptstraße von Silver Bay wird von der am Nordufer des Oberen Sees entlangführenden Minnesota State Route 61 gebildet. Alle weiteren Straßen sind untergeordnete Landstraßen, teils unbefestigte Fahrwege sowie innerörtliche Verbindungswege.
In Silver Bay gibt es einen Hafen, über den die Stadt Verbindung zu allen Städten an den Großen Seen hat.
Mit dem 14,9 km westsüdwestlich gelegenen Silver Bay Municipal Airport verfügt die Stadt über einen kleinen Flugplatz. Die nächsten internationalen Flughäfen sind der 212 km nordöstlich gelegene Thunder Bay International Airport und der 94,6 km südwestlich gelegene Duluth International Airport; der Minneapolis-Saint Paul International Airport liegt 343 km südwestlich.

## Geschichte
Silver Bay ging aus einer 1954 gegründeten Siedlung am nordöstlichen Rand von Beaver Bay hervor. Dort wurde von der Minengesellschaft Reserve Corporation das im 100 km nordwestlich gelegenen Babbitt geförderte Takonit auf Schiffe verladen und zu stahlverarbeitenden Betrieben rund um die Großen Seen gebracht.
In den 1960er Jahren wurde bekannt, dass die Reserve Corporation ihren Abraum in den Oberen See versenkt. 1972 wurde die Firma auf der Grundlage des Rivers and Harbors Act von 1899 gerichtlich an der weiteren Versenkung schädlicher Stoffe in Bundesgewässern gehindert.

## Demografische Daten
Nach der Volkszählung im Jahr 2010 lebten in Silver Bay 1887 Menschen in 836 Haushalten. Die Bevölkerungsdichte betrug 92,4 Einwohner pro Quadratkilometer. In den 836 Haushalten lebten statistisch je 2,17 Personen.
Ethnisch betrachtet setzte sich die Bevölkerung zusammen aus 97,9 Prozent Weißen, 0,2 Prozent Afroamerikanern, 0,3 Prozent amerikanischen Ureinwohnern, 0,3 Prozent Asiaten sowie 0,3 Prozent aus anderen ethnischen Gruppen; 1,0 Prozent stammten von zwei oder mehr Ethnien ab. Unabhängig von der ethnischen Zugehörigkeit waren 0,9 Prozent der Bevölkerung spanischer oder lateinamerikanischer Abstammung.
18,4 Prozent der Bevölkerung waren unter 18 Jahre alt, 52,8 Prozent waren zwischen 18 und 64 und 28,8 Prozent waren 65 Jahre oder älter. 48,2 Prozent der Bevölkerung war weiblich.

Das mittlere jährliche Einkommen eines Haushalts lag bei 48.583 USD. Das Pro-Kopf-Einkommen betrug 27.242 USD. 14,8 Prozent der Einwohner lebten unterhalb der Armutsgrenze.